# Bradley's Barn
Bradley's Barn är ett musikalbum av The Beau Brummels som lanserades i oktober 1968 på Warner Bros. Records. Det var gruppens femte studioalbum, och av originaluppsättningen återstod endast sångaren Sal Valentino och gitarristen Ron Elliott. Albumet döptes efter en inspelningsstudio i Nashville med namnet Bradley's Barn. Redan på gruppens föregående album Triangle började countryinfluenser märkas i deras musik, men på detta album har man nästan helt gått över till att spela countryrock. Skivan blev ingen kommersiell framgång och gruppen upplöstes kort efter att albumet släppts. Jerry Reed medverkar med gitarr på skivan. The Everly Brothers spelade samma år in ett spår från skivan, "Turn Around", till sitt album Roots.

## Låtlista
(Upphovsman inom parentes)
Sida 1
1. "Turn Around" (Ruth Durand, Ron Elliott) – 3:03
2. "An Added Attraction (Come and See Me)" (Sal Valentino) – 3:03
3. "Deep Water" (Elliott, Valentino) – 2:33
4. "Long Walking Down to Misery" (Elliott) – 3:16
5. "Little Bird" (Elliott) – 2:42
6. "Cherokee Girl" (Durand, Elliott) - 3:36

Sida 2
1. "I'm a Sleeper" (Elliott, Valentino) – 3:20
2. "Loneliest Man in Town" (Elliott) – 1:54
3. "Love Can Fall a Long Way Down" (Durand, Elliott) – 4:16
4. "Jessica" (Elliott, Valentino) – 2:22
5. "Bless You California" (Randy Newman) – 2:16

## Medverkande
The Beau Brummels
- Ron Elliott – gitarr, sång,
- Sal Valentino – sång

Bidragande musiker
- David Briggs – keyboard
- Kenny Buttrey – trummor
- Norbert Putnam – basgitarr
- Jerry Reed – gitarr
- Harold Bradley – gitarr
- Wayne Moss – gitarr
- Billy Sanford – gitarr